# Andreï Soukhovetski
Andreï Aleksandrovitch Soukhovetski (en russe : Андрей Александрович Суховецкий), né le 25 juin 1974 à Novossibirsk et mort le 28 février 2022 en Ukraine, est un major-général russe, abattu par un tireur d'élite ukrainien durant l'invasion de l'Ukraine par la Russie.

Andrei Soukhovetski paradant sur la place Rouge à la tête d'un détachement le 9 mai 2014.

## Biographie

### Études et premiers déploiements
Soukhovetski est né le 25 juin 1974 à Novossibirsk. Il est diplômé de l'École des officiers parachutistes de Riazan en 1995 et a d'abord servi comme commandant de peloton avant de monter progressivement en grade. Avant même d'être diplômé de l'Académie militaire, il est décrit comme « parachutiste respecté ». Il sert dans des opérations militaires dans le Nord du Caucase et en Abkhazie lors de la guerre russo-géorgienne de 2008.

### Guerre civile syrienne et conflit ukrainien
Commandant du 217e régiment aéroporté de la Garde, Soukhovetski participe à l'intervention militaire russe dans la guerre civile syrienne et est décoré pour son rôle dans l'annexion de la Crimée par la Russie en 2014. Il mène également un détachement de soldat aéroportés lors du défilé de la victoire le 9 mai 2014.  De 2018 à 2021 environ, Soukhovetski a dirigé la 7e division d'assaut aéroportée de la Garde.
Promu major-général, Soukhovetski est nommé commandant adjoint de la 41e armée combinée en octobre 2021.
Durant l'invasion russe de l'Ukraine en 2022, il est commandant d'une unité de Spetsnaz lors de cette invasion. Selon des sources ukrainiennes, il est tué au combat le 28 février 2022. L'Indépendant, reprenant un tweet de la division d'information de la télévision espagnole Telecinco, déclare que, selon une « source militaire », Soukhovetski a été abattu par un tireur d'élite. La mort de Soukhovetski est confirmée pour la première fois sur VKontakte par Sergueï Chipilev de Combat Brotherhood, un groupe d'anciens combattants russes. Selon des sources ukrainiennes, il est tué au combat soit dans la ville de Hostomel, soit peu après son atterrissage à l'aéroport de Hostomel. Un rapport indique qu'il s'est aventuré à l'avant du convoi russe de Kiev bloqué. En revanche, un autre rapport affirme qu'il est mort près de Marioupol, alors assiégée par les forces russes ; cependant, la 41e armée qu'il commande opère alors dans le nord de l'Ukraine, loin de la région de Marioupol.
Sa mort est confirmée par le Kremlin le 4 mars,.

## Décorations et distinctions
- Ordre du Courage
- Ordre du Mérite militaire
- Médaille « Pour le retour de la Crimée »